# Solymosi Zoltán
Solymosi Zoltán (Budapest, 1967. december 12. –) Kossuth- és Harangozó Gyula-díjas magyar táncművész, koreográfus.

## Életpályája
Az Állami Balettintézetben 1988-ban szerezte diplomáját. Utolsó évesként már a Holland Nemzeti Balett ösztöndíjasa volt, majd két évig vezető táncosa. Ezután Európa számos nagy balettegyüttesénél táncolt, többek között Münchenben és a milanói Scalaban is. 1992-ben a Royal Balett állandó szólistája lett, majd fél évig az Angol Nemzeti Balettnél táncolt. A Magyar Állami Operaházban is rendszeresen fellépett. Később a budapesti Táncművészeti Főiskola balettmestere, adjunktusa lett.
2005–2007 között a Színház- és Filmművészeti Egyetem koreográfus szakát is elvégezte.

### Magánélete
Felesége Amanda, akivel Salföldön él. Öccse, Solymosi Tamás szintén táncművész.

## Díjai és kitüntetései
- Harangozó Gyula-díj (1993)
- A Magyar Érdemrend tisztikeresztje (2016)[8]
- Kossuth-díj (2020)[9]

## Fontosabb szerepei
- Herceg (R. Van Dantzig: A hattyúk tava)
- Herceg (Ashton: Hamupipőke)
- Petruchio (Cranko: A makrancos hölgy)
- Tybalt (Seregi László: Rómeó és Júlia)
- Júdás (Fodor A.: A próba)
- Spartacus (Seregi László)
- Vronszkij (Pártay László: Anna Karenina)
- Des Grieux (MacMillan: Manon)
- Oberon (Ashton: Az álom)